# 概要
| ウィキペディアには「概要」という見出しの百科事典記事はありません（タイトルに「概要」を含むページの一覧/「概要」で始まるページの一覧）。 代わりにウィクショナリーのページ「概要」が役に立つかもしれません。 |